# Harold Cottam
Pour les articles homonymes, voir Cottam.
Harold Thomas Cottam, né le 27 janvier 1891 à Southwell, et mort le 30 mai 1984, est l'opérateur radio du Carpathia qui a reçu l'appel de détresse du RMS Titanic, le 14 avril 1912. Il s'apprêtait alors à se coucher et a ainsi pu prévenir son capitaine qui s'est lancé au secours du paquebot naufragé. Le navire ayant récupéré les rescapés, Cottam transmet des informations à la terre ferme, notamment des listes de survivants. Arrivé à New York, il vend son récit au New York Times.
Il poursuit ensuite sa carrière d'opérateur radio et meurt en 1984. Il a notamment aidé à la réalisation du film Atlantique, latitude 41°.

## Biographie

### Jeunesse

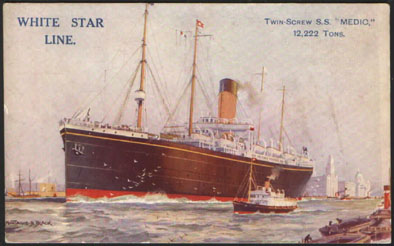
Cottam a fait deux voyages en Australie à bord du Medic.

Harold Cottam est né le 27 janvier 1891 et est le fils de William Cottam, un constructeur anglais. Il a quatre frères dont il est l'aîné. Il part à Londres dans le but d'étudier la télégraphie, en particulier le système Marconi et sort diplômé à l'âge de 17 ans.
Il travaille un moment à terre avant d'embarquer sur le Medic, navire de la White Star Line, et de faire deux traversées à destination de Sydney. Il est ensuite affecté en février 1912 sur le Carpathia, appartenant à la Cunard Line.

### Naufrage duTitanicet fin de vie

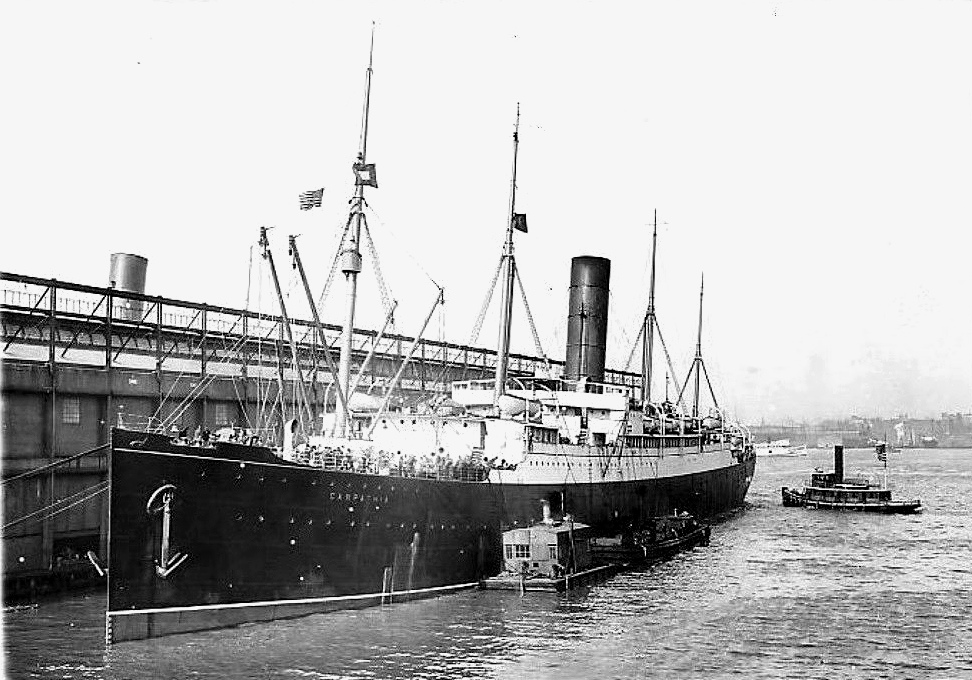
Cottam était opérateur sur le Carpathia la nuit du naufrage du Titanic.

La nuit du 14 avril 1912, Cottam est sur le point de se coucher lorsqu'il reçoit le SOS émanant du Titanic. À la suite de ce message, il réveille immédiatement le commandant Arthur Rostron, qui modifie le cap pour porter secours au navire naufragé et prend de nombreuses mesures pour récupérer les rescapés. Les rescapés sont récupérés entre quatre heures et huit heures du matin, puis le navire fait route vers New York. Cottam est alors assisté par Harold Bride, opérateur rescapé du Titanic. Ils ont en effet de nombreux messages à transmettre, venant de Joseph Bruce Ismay, président de la compagnie, mais aussi de passagers voulant annoncer leur sauvetage à leurs proches, et du commandant Rostron ayant besoin de communiquer avec les navires proches. C'est également par eux que parviennent les premières listes de rescapés à la terre ferme.
Après le naufrage, Cottam témoigne devant la commission d'enquête américaine. Il parvient également à vendre son récit au New York Times pour 750 $.
Il épouse  Elsie Jean Shepperson en 1922. Ils ont ensemble quatre enfants. Cottam continue à servir comme télégraphiste, et est invité en 1958 à la première du film Atlantique, latitude 41°. Il meurt le 30 mai 1984.